# Beremend
Beremend (Duits: Behrend) is een plaats (nagyközség) en gemeente in het Hongaarse comitaat Baranya. Beremend telt 2815 inwoners (2001).